# رافائل النکار
رافائل النکار (به پرتغالی برزیل: Rafael Alencar) (زادهٔ ۱۸ ژوئیه ۱۹۷۸ در ژواو پسوا) بازیگر فیلم‌های پورنوگرافی آمیزش جنسی همجنس‌گرایی اهل برزیل است. وی کارهای متعددی برای تولیدکنندگان آمریکایی از قبیل فالکن، ریجینگ استالین استودیوز و من دات-کام انجام داده‌است.